# 临江硅藻土工业集中区
临江硅藻土工业集中区是中华人民共和国吉林省白山市临江市下辖的一个类似乡级单位。

## 行政区划
下辖以下地区：临江硅藻土工业集中区管委会虚拟社区。